# Ludwig Kern (Oberamtmann)
Ludwig Christian Maximilian Kern (* 22. Juli 1785 in Laubach; † 29. Mai 1826 in Tübingen) war ein deutscher Verwaltungsbeamter.

## Leben
Ludwig Kern, Sohn eines Rentamtmanns, studierte ab 1803 bis 1807 an der  Friedrich-Alexander-Universität Erlangen Rechtswissenschaft. Im selben Jahr wurde er Mitglied des Corps Onoldia. Als Inaktiver wechselte er an die Eberhard Karls Universität Tübingen.  1807 war er zunächst Advokat. Ab 1808 war er Oberamtsaktuar und für kurze Zeit auch Amtsverweser in Ellwangen, Heidenheim und Tübingen. 1811 wurde er Kriminalrat und 1817 Assessor am Kriminalgerichtshof in Eßlingen. Von 1818 bis 1825 war er Oberjustizrat am Gerichtshof in Tübingen. 1825 wurde er zum Oberamtmann des Oberamts Tübingen ernannt. Bereits zu Beginn des Jahres 1826, nur wenige Monate nach seiner Amtsübernahme, starb er im Alter von 40 Jahren.